# Michael Blackwood (Leichtathlet)
Michael Blackwood (* 29. August 1976 in Kingston) ist ein jamaikanischer Leichtathlet, der sich auf den 400-Meter-Lauf spezialisiert hat – mit einer persönlichen Bestmarke von 44,60 s in Madrid (2002).
Er gewann verschiedene Medaillen bei kleineren internationalen Wettbewerben:
| Jahr | Turnier                    | Ort        | Resultat | Zusatz               |
| ---- | -------------------------- | ---------- | -------- | -------------------- |
| 2002 | Commonwealth Games         | Manchester | 1.       |                      |
|      | IAAF Grand Prix Finale     | Paris      | 1.       |                      |
|      | IAAF Weltcup               | Madrid     | 1.       | 44,60 s, aktuelle PB |
| 2003 | IAAF World Athletics Final | Monaco     | 2.       |                      |
| 2004 | IAAF World Athletics Final | Monaco     | 1.       |                      |

Er gewann nie ein größeres Turnier, obwohl er bei den Leichtathletik-Weltmeisterschaften 2003 in Saint-Denis bei Paris als Dritter nahe dran war. Im Wettbewerb des 400-Meter-Laufes bei den Olympischen Sommerspielen 2004 wurde er mit 45,55 s Achter. Bei den Weltmeisterschaften 2005 in Helsinki erreichte er nur die Halbfinals als Dritter im Vorlauf.
Trotzdem war Blackwood Teil vieler erfolgreicher 4-mal-400-Meter-Staffeln. Er gewann die Bronzemedaille bei den Olympischen Spielen 2000 und den Hallenweltmeisterschaften 2001. Bei den Weltmeisterschaften 2003 wurde die Staffel ebenfalls Dritte (später rückte sie auf den zweiten Platz vor). Auch bei den Hallenweltmeisterschaften 2003 wurde die Staffel Zweite. Fünf Jahre später stand Blackwood mit einer völlig neu formierten Staffel bei den Hallenweltmeisterschaften 2008 wieder im Finale und konnte erneut Silber gewinnen.
Michael Blackwood hat bei einer Größe von 1,90 m ein Wettkampfgewicht von 79 kg.